# Grabenstraße 11 (Mühlheim an der Donau)

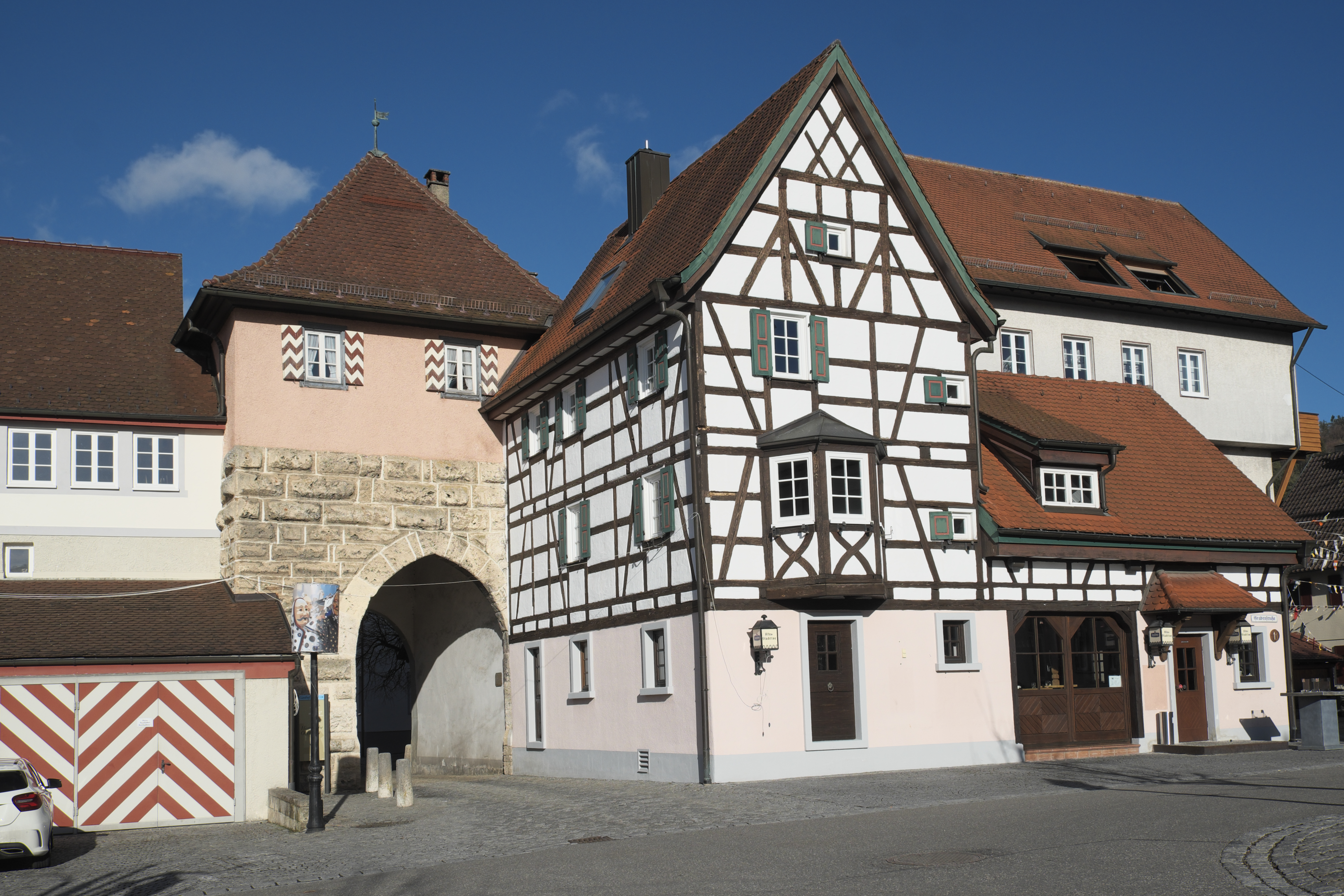
Fachwerkhaus Grabenstraße 11 in Mühlheim an der Donau, neben dem Oberen Tor

Das Fachwerkhaus Grabenstraße 11 in Mühlheim an der Donau, einer Stadt im Landkreis Tuttlingen in Baden-Württemberg, wurde im 18. Jahrhundert errichtet. Das Haus neben dem Oberen Tor ist ein geschütztes Kulturdenkmal.
Der dreigeschossige Satteldachbau wurde lange Zeit als Gasthaus Altes Stadttor genutzt. Das Erdgeschoss auf einem Kellergeschoss ist gemauert, das erste und zweite Obergeschoss wurde in Fachwerkbauweise errichtet. An der Giebelseite ist ein Erker vorhanden.
Der eingeschossige quergestellte Anbau mit Fachwerkkniestock ist ein ehemaliger Scheunenanbau mit Wagenschopf (Wagenhalle).